# Scott Shiflett
Scott David Shiflett (23 de agosto de 1966) é um baixista estadunidense, conhecido por tocar na banda Face to Face. Em julho de 2008, participou de uma turnê do grupo The Offspring, onde tocou no lugar do baixista Greg K., que estava com sua família por ter se tornado pai pela quarta vez.
Ele é irmão mais velho do guitarrista Chris Shiflett, da banda Foo Fighters.